# Neale (Ierland)
Neale is een plaats in het Ierse graafschap Mayo. De plaats telt ca 1000 inwoners.